# Trolejbusy w Czeskich Budziejowicach

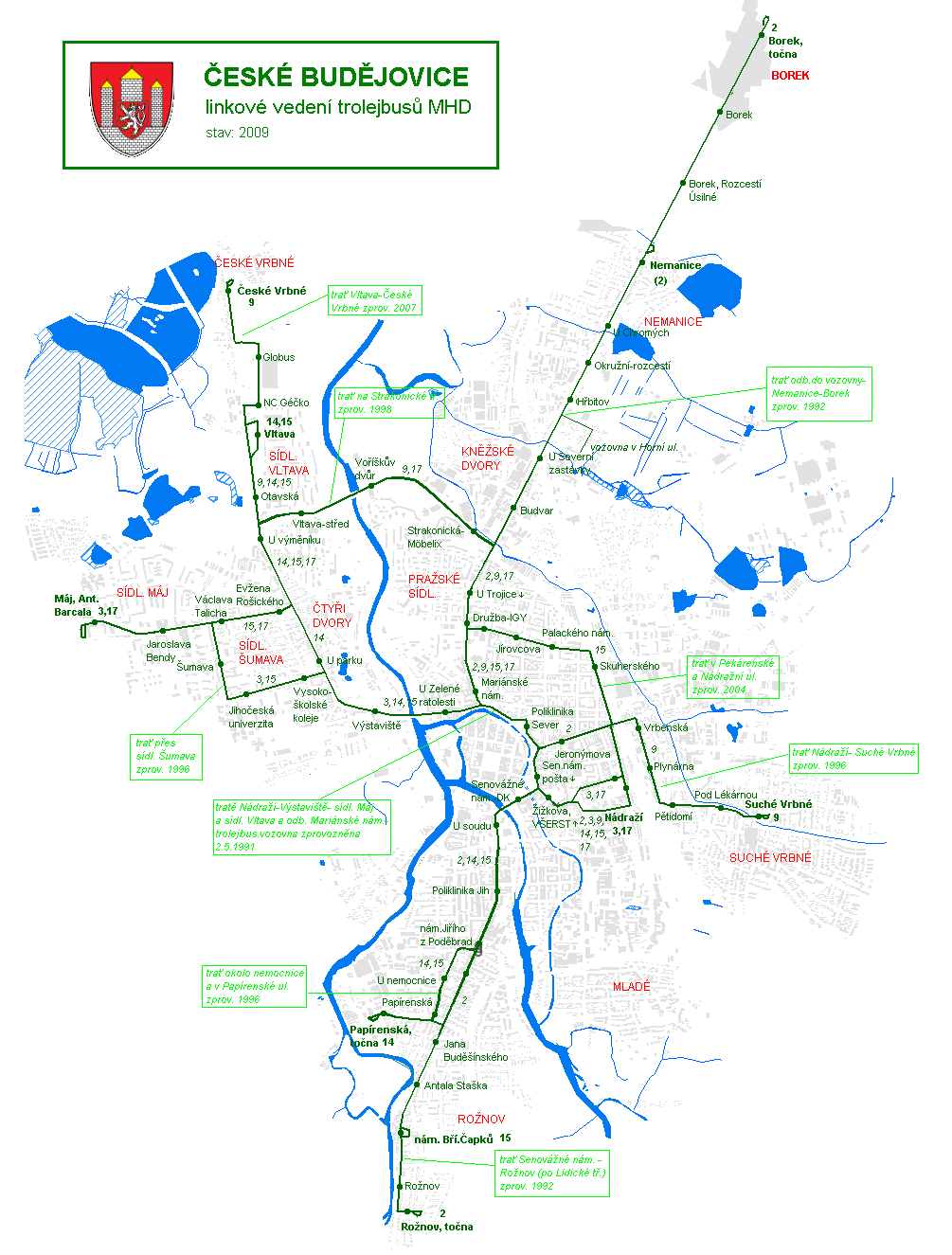
Schemat komunikacji trolejbusowej

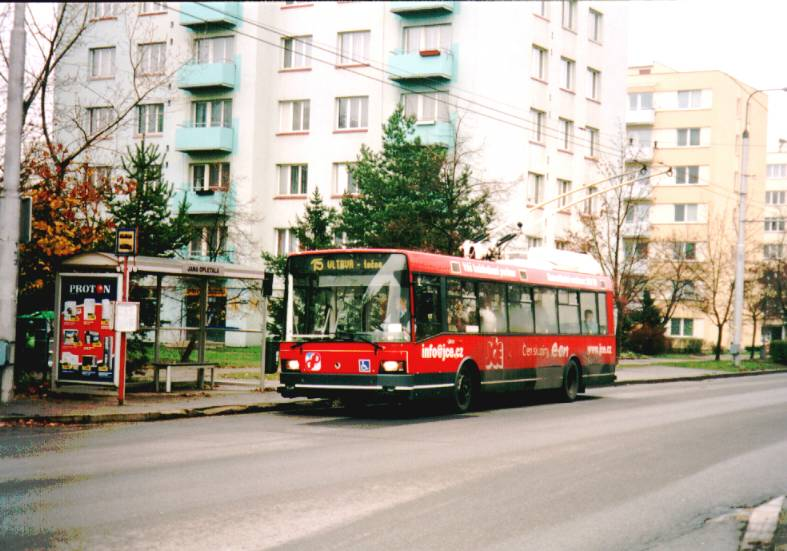
Trolejbus Škoda 21Tr

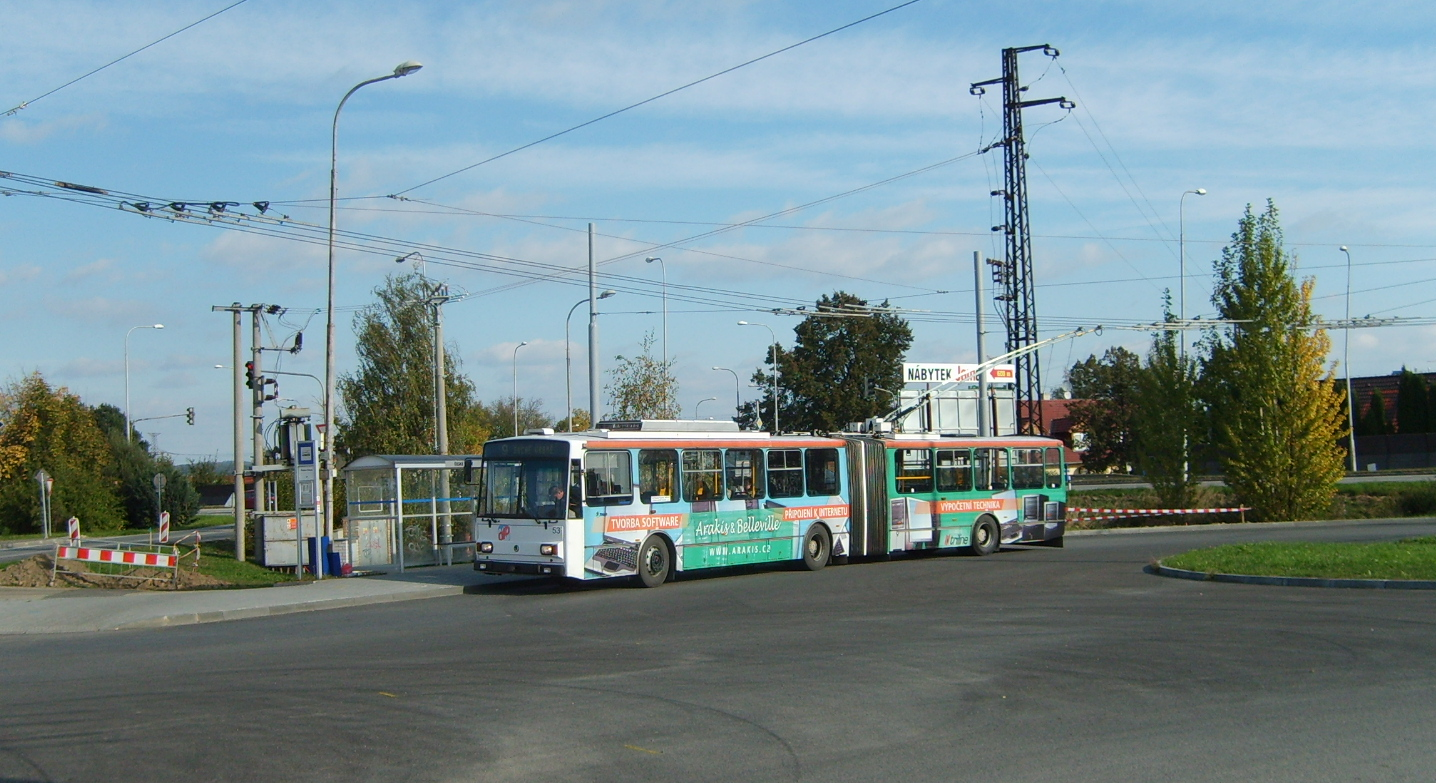
Trolejbus Škoda 15TrM

Trolejbusy w Czeskich Budziejowicach − system komunikacji trolejbusowej działający w czeskim mieście Czeskie Budziejowice.

## Historia

### 1909−1914
Komunikację trolejbusową w Czeskich Budziejowicach po raz pierwszy uruchomiono 27 października 1909. Linia trolejbusowa, którą poprowadzono wzdłuż Pražské předměstí miała długość 1,6 km. W 1911 do obsługi linii zakupiono drugi trolejbus. Trolejbusy nocowały na Novohradské ulici. Linię trolejbusową zlikwidowano zaraz po wybuchu I wojny światowej po skonfiskowaniu przez wojsko trolejbusów, które później uległy zniszczeniu.

### 1948−1971
Po zakończeniu II wojny światowej z powodu złego stanu technicznego infrastruktury tramwajowej podjęto decyzję o budowie linii trolejbusowej. Pierwszą linię trolejbusową oznaczoną literą A uruchomiono na trasie Stalinovo náměstí − Čtyři Dvory 28 października 1948. 6 sierpnia 1949 uruchomiono dwie nowe linie:
- B: do Rudolfov
- G: wokół centrum miasta

Dzień później 7 sierpnia otwarto linię E do Suchého Vrbného. 29 października 1949 linię C uruchomiono na trasie do cmentarza sv. Otýlie, a linię D do Rožnova. W latach 50. XX w. wprowadzono nową numerację linii:
- 1: ČTYŘI DVORY - RUDOLFOV
- 2: NEMANICE - NÁDRAŽÍ
- 3: SUCHÉ VRBNÉ - ROŽNOV
- 4: wokół centrum miasta

Od 1968 rozpoczęto stopniową likwidację sieci. Ostatecznie sieć zlikwidowano 24 września 1971.

### Po 1991
Pierwsze dwie linie trolejbusowe otwarto 2 maja 1991 na trasach:
- 14: Vltava − Nádraží
- 17: Máje − Nádraží

1 czerwca 1992 uruchomiono linię nr 2 na trasie z Nemanic (Borek) do Nádraží. 1 września 1992 linii nr 2 zmieniono trasę na: Nádraží − Rožnova. 1 stycznia 1996 uruchomiono linię nr 3 na trasie: Papírny - Suché Vrbné. 1 września 1996 otwarto trasę przez osiedle Šumava i uruchomiono wówczas dwie nowe linie:
- 15: Vltava − Šumava − Papírny
- 19: Máj − Šumava − Nádraží[3]

## Linie
Obecnie w Czeskich Budziejowicach istnieje 7 linii trolejbusowych:
- 2: (Borek, Točna –) Nemanice – Hřbitov – Poliklinika Sever – U Nemocnice – Papírenská (– Centrum Rožnov)
- 3: Máj–Antonína Barcala – Jihočeská univerzita – Poliklinika Sever – Nádraží
- 5: Máj–Antonína Barcala – Družba–IGY – Palackého náměstí – Nádraží – Poliklinika Jih – Rožnov–Točna
- 8: Máj–Antonína Barcala – Vltava střed – Hřbitov – Nemanice
- 9: (České Vrbné –) Vltava – Družba–IGY – Nádraží – Suché Vrbné
- 53: Máj–Antonína Barcala – Jihočeská univerzita – Poliklinika Sever – Nádraží – Poliklinika Jih – Centrum Rožnov (linia nocna)
- 59: Vltava – Družba–IGY – Poliklinika Sever – Nádraží – Suché Vrbné (linia nocna)

## Tabor

### 1909−1914
Do obsługi otwartej w 1909 linii trolejbusowej zakupiono początkowo jeden trolejbus Daimler-Stoll. W 1911 zakupiono drugi. Po wybuchu I wojny światowej wojsko skonfiskowało oba trolejbusy.

### 1948−1971
Początkowo do obsługi sieci dysponowano 12 trolejbusami Vetra-ČKD. W kolejnych latach otrzymano nowe trolejbusy:
- Škoda 7Tr − 22 trolejbusy
- Škoda 8Tr − 16 trolejbusów
- Škoda 9Tr − 8 trolejbusów

Zakupiono także 5 używanych trolejbusów Tatra T400 z Mostu.

### Po 1991
Pierwsze trolejbusy dla budowanej sieci zakupiono w 1990, było to 15 trolejbusów typu Škoda 15Tr. W 1991 zakupiono 25 trolejbusów 15Tr. W 2001 sprowadzono z Pilzna historyczny trolejbus Škoda 9Tr. W 1998 zakupiono 3 trolejbusy Škoda 21Tr. W 2002 rozpoczęto modernizację trolejbusów Škoda 15Tr, którym po modernizacji zmieniono nazwę serii na Škoda 15TrM. Od 2003 niektóre trolejbusy sprzedano do Segedynu.
Obecnie w eksploatacji znajduje się 56 trolejbusów: 
- Škoda 15TrM − 9 trolejbusów
- Škoda 25Tr Irisbus − 30 trolejbusów
- Škoda 27Tr Solaris III – 6 trolejbusów
- Škoda 27Tr Solaris IV – 11 trolejbusów